# Branimir Živojinović
Branimir Živojinović (Beograd, 10. jun 1930 — Beograd, 20. avgust 2007) bio је srpski prevodilac i pesnik.
Rođen je u Beogradu 10. juna 1930. godine u porodici intelektualaca. Otac mu je Velimir Živojinović, Masuka, književnik, prevodilac i pozorišni reditelj, dok mu je majka Danica radila kao profesor francuskog jezika. Porodično okruženje i njegovo zanimanje za jezike uslovili su da je postao poliglota. Završio je germanistiku na Filozofskom fakultetu u Beogradu, gdje je kasnije i predavao.
Bio je urednik u Srpskoj književnoj zadruzi i jedan od osnivača Udruženja književnih prevodilaca Srbije. Prevodio je sa njemačkog, francuskog, engleskog i ruskog jezika.
Umro je u Beogradu, 20. avgusta 2007. godine.

## Knjige pesama
Autor je četiri pjesničke zbirke:
- Dopiranja
- Označavanja
- Godine krug
- Presudni trenuc

## Važniji prevodi poezije
- Antologija savremene austrijske lirike,
- Antologija nemačke ljubavne poezije,
- Učešće u antologijama
- Novije nemačke lirike (1956),
- Nemačke lirike XX veka (1976),
- Ljubavne lirike Svih vremena dar (1984)
- Antologiji nemačke lirike od Getea do naših dana (2001).
- Objavio svoje izabrane prevode poezije: Pesnička zaveštanja, 1995 i Na vrhovima svetske lirike, 2006

U posebnim knjigama objavio izbore stihova Getea, Helderlina, Novalisa, Hajnea, Hesea, Rilkea, Trakla, Morgenšterna, Elze Lasker-Šiler, Celana, Bodlera, L. Labe, Ljermontova.

## Drame u stihu
- Geteov Faust, Pandora i Torkvato Taso,
- Šekspirov Kralj Lir, Bura, Troil i Kresida, Koriolan, Timon Atinjanin, Kralj Ričard Drugi,
- Šilerova Marija Stjuart i Devica Orleanska,
- Klajstov Princ Fridrih od Homburga.

## Nagrade i priznanja
- Nagrada „Miloš N. Đurić”, za prevod poezije njemačkog liričara Rilkea, 1968.
- Oktobarska nagrada grada Beograda, za prevod Geteovog Fausta.
- Orden rada sa zlatnim vencem,
- Sedmojulska nagrada, 1990.
- Nagrada Udruženja književnih prevodilaca za životno delo, 1992.
- Orden za zasluge SR Nemačke.
- Nagrada Srpske književne zadruge, 2005.

## Spoljašnje veze
- Српско књижевно друштво/Бранимир Живојиновић